# Junceella vetusta
Junceella vetusta is een zachte koraalsoort uit de familie Ellisellidae. De koraalsoort komt uit het geslacht Junceella. Junceella vetusta werd in 1865 voor het eerst wetenschappelijk beschreven door Kölliker. 